# Топоркова, Мария Александровна
Мари́я Алекса́ндровна Топорко́ва (урождённая Одинокова; 3 января 1920, д. Новосельцево Московской губернии (ныне городского округа Мытищи Московской области) — 5 июля 2006) — советская волейболистка, игрок сборной СССР (1950—1952). чемпионка мира 1952, двукратная чемпионка Европы, двукратная чемпионка СССР. Нападающая. Заслуженный мастер спорта СССР (1951).

## Биография
Выступала за команды: 1945—1947 — «Локомотив» (Москва), 1949—1955 — «Спартак» (Ленинград). Двукратная чемпионка СССР (1945, 1946), двукратный серебряный (1947, 1950) и четырёхкратный бронзовый (1949, 1951, 1952, 1954) призёр чемпионатов СССР.
В сборной СССР в официальных соревнованиях выступала в 1950—1952 годах. В её составе: чемпионка мира 1952, двукратная чемпионка Европы (1950 и 1951).
После окончания игровой карьеры работала тренером. Судья всесоюзной категории.